# Wartauer Handel
Als Wartauer Handel wird ein Kollaturstreit in der Gemeinde Wartau im schweizerischen Kanton St. Gallen aus den Jahren 1694/95 bezeichnet.

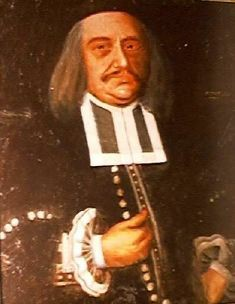
Hans Rudolf Tschudi, 1641-1716

Wartau bleibt nach dem 2. Landfrieden von 1531 als einzige Gemeinde der Landvogtei Sargans reformiert. Anlass zum sogenannten Wartauer Handel war der Übertritt eines Familienvaters in Wartau zur katholischen Religion, durch welchen die Zahl der katholischen Hausväter auf vier anstieg. Dies veranlasste 1694 den katholischen Landvogt Reding von Schwyz, die Zulassung des katholischen Gottesdienstes in der reformierten Kirche Gretschins zu verlangen, was zu einem ernsthaften Streit zwischen den evangelischen Orten Zürich und Glarus einerseits und den katholischen Orten andererseits führte. 
Das evangelisch-reformierte Pfarramt der St. Martinskirche von Gretschins wurde zu jener schwierigen Zeit durch den Glarner Geistlichen Hans Rudolf Tschudi versehen. 
In dieser angespannten Lage genügte während eines Hexengerichts im August 1695 in Uznach eine durch eine Schafherde ausgelöste Staubwolke, um Angst vor einem zürcherischen Angriff auszulösen. Ein Vergleich, vermittelt von den unbeteiligten Orten und dem französischen Botschafter an der Tagsatzung in Baden vom 29. August bis 24. September 1695, verhinderte eine kriegerische Auseinandersetzung. Der Entwurf des Vergleichs ist in den Rechtsquellen des Sarganserlandes ediert.